# Arco de la Sangre
El Arco de la Sangre es una puerta monumental de la ciudad española de Toledo.

## Descripción

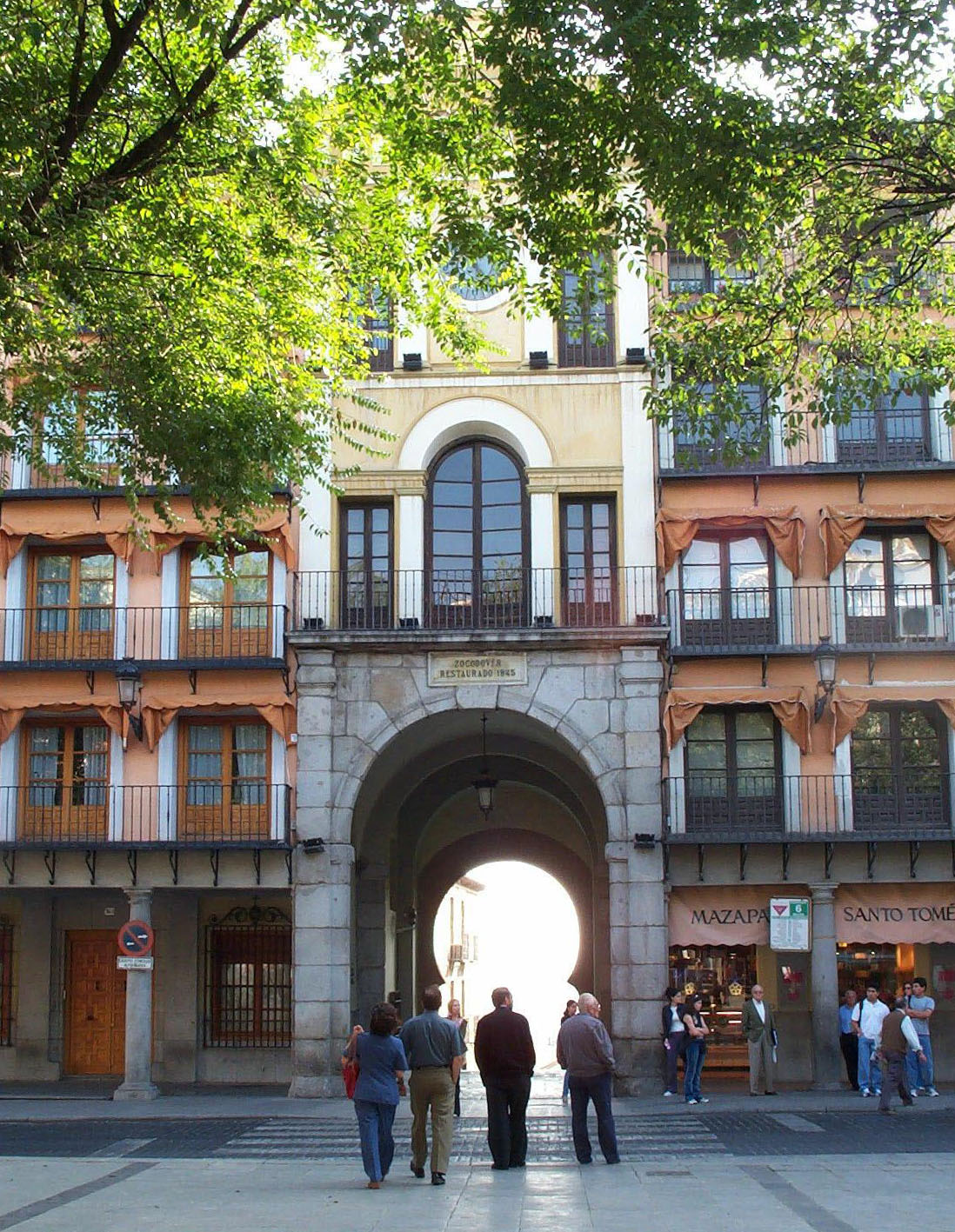
Arco en el siglo

El arco, ubicado en la ciudad de Toledo, en Castilla-La Mancha, se encuentra en el lado este de la plaza de Zocodover, la cual conecta con la calle de Cervantes. De origen árabe, habría recibido la denominación Bab-al-Yayl («puerta de los Caballos»). Estaba integrado en una muralla interior del alficén, que rodeaba todo Toledo. Se trata de un arco de herradura, atravesado por unos escalones. Durante la guerra civil aguantó en pie, a pesar de los daños que sufrieron las edificaciones de su entorno.